# Dog of Two Head
Albums de Status Quo
Ma Kelly's Greasy Spoon
(1970) Piledriver
(1972)
Singles
1. Mean Girl
Sortie : 22 février 1973
2. Gerdundula
Sortie : juillet 1973

Dog of Two Head est le 4e album studio du groupe de rock anglais Status Quo.

## Historique
Dog of Two Head est sorti le 5 novembre 1971 et est le dernier album du groupe pour le label Pye Records, il a été produit par John Schroeder et a été enregistré dans les studios de la maison de disque à Londres. Il est aussi le premier album que le groupe enregistre à quatre, Roy Lynes (claviers) ayant quitté le groupe lors de la tournée promotionnelle de l'album Ma Kelly's Greasy Spoon.
Les singles, Mean Girl et Gerdundula, issus de l'album ne sortiront qu'en 1973 après le succès de l'album Piledriver. Mean Girl se classa à la 20e place des charts britanniques en avril 1973 . Il est à noter que Gerdundula est signé "Manston / James", ce sont les pseudonymes de Francis Rossi et Robert Young.
La réédition de l'album en 2003 propose cinq titres bonus dont le single Tune to the Music et sa face-B Good thinking.

## Liste des titres
Face 1
| No | Titre                           | Auteur                      | Durée |
| -- | ------------------------------- | --------------------------- | ----- |
| 1. | Umleitung                       | Alan Lancaster, Roy Lynes   | 7:06  |
| 2. | Nanana (Extraction I)           | Francis Rossi, Robert Young | 0:14  |
| 3. | Something's Going On In My Head | Lancaster                   | 5:20  |
| 4. | Mean Girl                       | Rossi, Young                | 3:52  |
| 5. | Nanana (Extraction II)          | Rossi, Young                | 1:12  |

Face 2
| No | Titre              | Auteur          | Durée |
| -- | ------------------ | --------------- | ----- |
| 6. | Gerdundula         | Manston / James | 3:47  |
| 7. | Railroad           | Rossi, Young    | 5:28  |
| 8. | Someone's Learning | Lancaster       | 7:04  |
| 9. | Nanana             | Rossi, Young    | 2:23  |

Titres bonus (Réédition 2003)
| No  | Titre                                 | Auteur                                | Durée |
| --- | ------------------------------------- | ------------------------------------- | ----- |
| 10. | Mean Girl (Early rough/alternate mix) | Rossi, Young                          | 3:51  |
| 11. | Tune to the Music (7" single version) | Rossi, Young                          | 3:10  |
| 12. | Good Thinking (7" single version)     | Lancaster, Rick Parfitt, Rossi, Young | 3:43  |
| 13. | Mean Girl (BBC Session)               | Rossi, Young                          | 3:08  |
| 14. | Railroad (BBC Session)                | Rossi, Young                          | 5:32  |

- Les titres issus des BBC Sessions ont été enregistrés au studio 1, Shepherd's Bush, le 3 mars 1972 pour le John Peel show.

## Musiciens du groupe
- Francis Rossi(crédité Mike Rossi): chant, guitare solo & acoustique
- Rick Parfitt (crédité Ritchie Parfitt): chant, guitare rythmique & acoustique, piano.
- Alan Lancaster : basse, guitare.
- John Coghlan (crédité John Coughlan): batterie, percussions.

## Musiciens additionnels
- Robert Young: harmonica
- Bruce Foster: claviers
- Grass: chœurs sur Nanana